# Roger Spottiswoode
Roger Spottiswoode (Ottawa, Ontario, 5 januari 1945) is een Canadese-Britse regisseur en schrijver. Hij begon zijn carrière in de jaren 70 van de 20e eeuw. Hij maakt veel speelfilms en televisieseries. Hij is bekend als regisseur van de James Bondfilm Tomorrow Never Dies met Pierce Brosnan.

## Filmografie
- Terror Train (1980)
- The Pursuit of D. B. Cooper (1981)
- 48 Hrs. (1982) - co-writer
- Under Fire (1983)
- The Best of Times (1986)
- Shoot to Kill (1988)
- Turner & Hooch (1989)
- Air America (1990)
- Stop! Or My Mom Will Shoot (1992)
- Mesmer (1994)
- Hiroshima (1995) - co-writer
- Tomorrow Never Dies (James Bond) (1997)
- The 6th Day (Arnold Schwarzenegger) (2000)
- Spinning Boris (2003)
- Ripley Under Ground (2005)
- Shake Hands with the Devil (2007)
- The Children of Huang Shi (2007)